# Papilio thersites
Papilio thersites là một loài bướm thuộc họ Papilionidae. Chúng là loài đặc hữu của Jamaica.